# 224888 Cochingchu
224888 Cochingchu è un asteroide della fascia principale. Scoperto nel 2007, presenta un'orbita caratterizzata da un semiasse maggiore pari a 2,3528022 UA e da un'eccentricità di 0,1668991, inclinata di 2,82654° rispetto all'eclittica.